# Pulau Benggala
Pulau Benggala är en ö i Indonesien.   Den ligger i provinsen Aceh, i den västra delen av landet, 1 900 km nordväst om huvudstaden Jakarta.